# Jeep

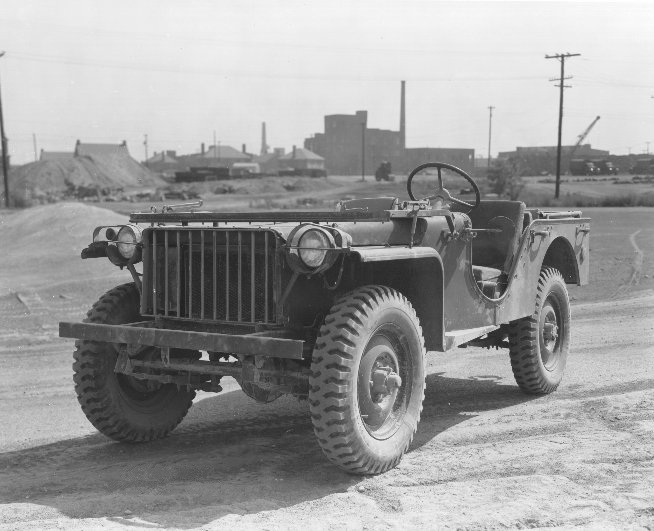
Jeep Bantam.

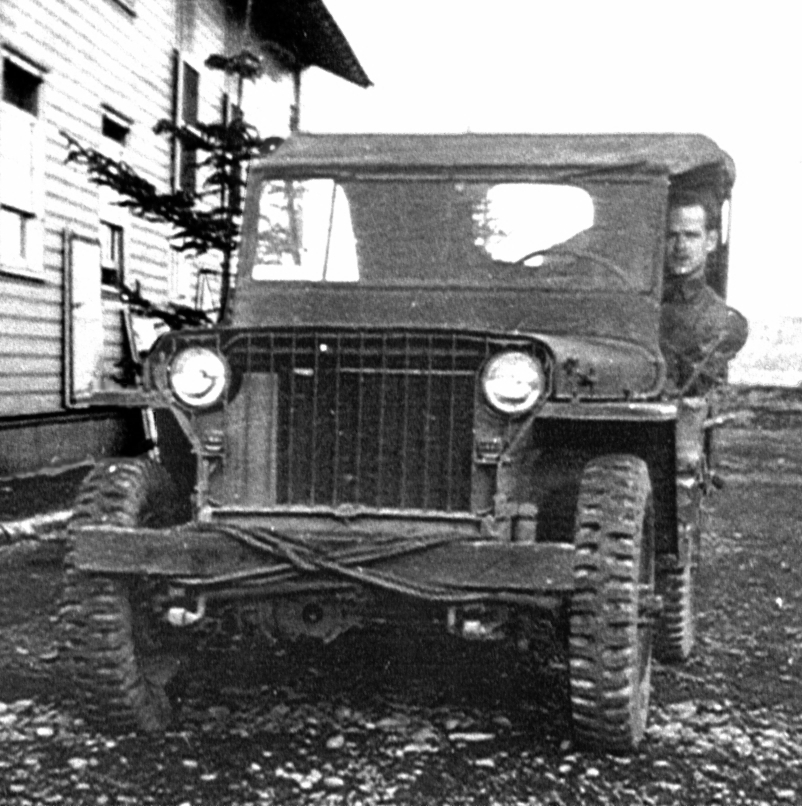
Jeep Willys.

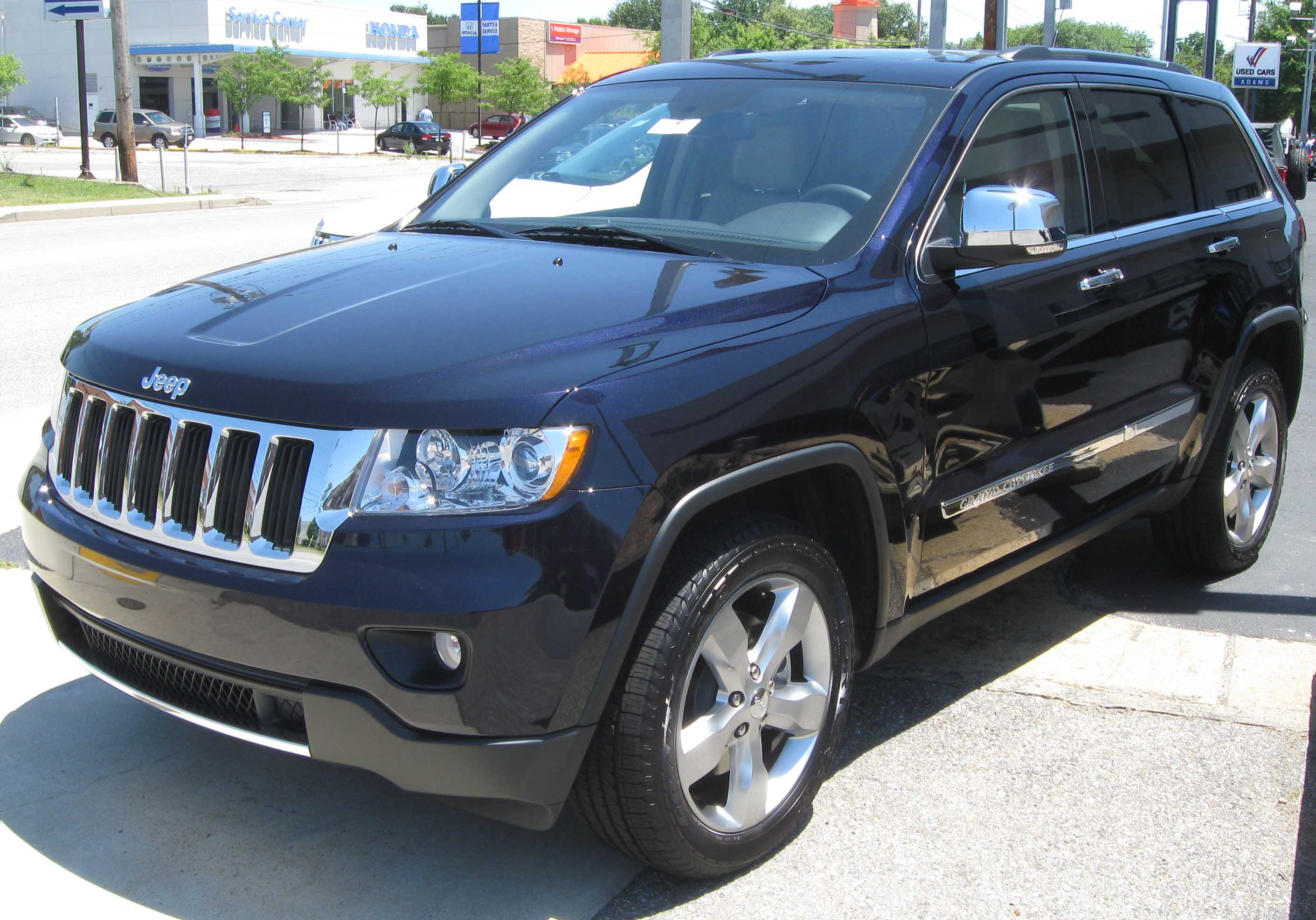
Jeep Grand Cherokee.

Jeep é uma marca fundada em 1941 e atualmente em nome da Stellantis. O termo jipe virou sinônimo de automóveis destinados ao uso fora de estrada, ou off road, normalmente com tração nas quatro rodas.
Antes de 1940, o termo "jeep" era usado como gíria do Exército dos EUA para novos recrutas ou veículos, mas o "jeep" da Segunda Guerra Mundial que entrou em produção em 1941 ligou especificamente o nome a este leve 4x4 militar, sem dúvida tornando-os os mais antigos veículos de produção em massa com tração nas quatro rodas agora conhecidos como SUVs.

## História

### Nome
O termo jeep era uma gíria militar usada desde os anos 1910, e no início era usada para se referir a qualquer coisa insignificante, boba ou estranha. Durante a Primeira Guerra Mundial os mecânicos do exército americano começaram a chamar de jeep qualquer máquina nova que chegasse a suas mãos, de motosserras a aviões. Muitas explicações sobre a origem da palavra jipe se mostraram difíceis de verificar. A teoria mais difundida é que a designação militar "GP" (para Propósitos do Governo ou Propósito Geral) foi introduzida na palavra Jeep da mesma forma que o HMMWV contemporâneo (para o Veículo com Rodas de Múltipla Mobilidade de Alta Mobilidade) ficou conhecido como o Humvee (também conhecido como Hummer). Os tratores da Minneapolis Moline que foram fornecidos ao Exército dos EUA a partir de 1937 também eram chamados de jeeps, assim como um dos protótipos do lendário Boeing B-17 (a fortaleza voadora), o Model 299, que decolou pela primeira vez em 1935. Segundo historiadores, essa gíria possivelmente influenciou E.C. Segar ao batizar o amigo mágico do marinheiro Popeye, Eugênio, o Jeep Mágico (Eugene the Jeep).

### Segunda Guerra Mundial
O veículo surgiu durante o esforço de guerra americano, em 1940 quando em 14 de julho o exercito enviou convites a 135 industriais para a construção de 70 veículos de reconhecimento leve 4x4. Em 22 de julho foram abertas duas propostas, da Bantam e da Willys. o plano era urgente eram 11 dias para o projeto e 49 dias para apresentar o modelo piloto. A Bantam assinou o contrato e tendo como engenheiro chefe Karl K. Probst entregou o modelo piloto em 23 de setembro, faltando 30 minutos para o final do prazo. Enquanto a Bantam trabalhava na construção dos outros modelos e exercito incentivou a Ford e a Willys a apresentarem seus modelos piloto, passando para os outros fabricantes o projeto, agora de propriedade do exercito, e em 14 de novembro de 1940 encomendou 1500 modelos a cada um dos três fabricantes o Bantam BRC com motor de 1826 cc e 46 cavalos, o Ford GP com 1950 cc e 46 cv e o Willys MA com motor de 2200 cc e 60 cavalos, sendo escolhido o modelo da Willys por ser o mais potente, sendo assinado o contrato com a Willys em 23 de julho de 1941, sendo determinado a alternativa de produção com a Ford em 10 de novembro de 1941, denominado GPW e a Bantam quem de fato criou o Jeep como conhecemos foi dado a produção do trailer de carga, ao final da segunda guerra, a Willys requisitou o registro do nome Jeep, o que foi contestado na justiça pela Bantam, que só deu o direito de usar o nome Jeep após a falência da Bantam em 1956.
A ligação entre o nome Jeep e a tração 4x4 é creditado ao piloto de teste da Willys, Irvin Hausmann, que escolheu o nome para o seu veículo em 1940 durante testes para o exército americano. Até então eram referenciados por outros nomes como Bug, Blitz Buggy, Puddle Jumper, Peep ou Quad. O nome Jeep foi trazido a público por Katherine Hillyer no jornal Washington Daily News, em 16 de março de 1941, quando relatou que ao final de uma demonstração alguém da platéia perguntou a Hausmann como ele chamava aquele veículo e ele respondeu: "It's a Jeep!", ou "É um Jeep!".

### Daimler Chrysler
Em 13 de maio de 1998, a Mercedes-Benz, marca do grupo Daimler, fundia-se com a Chrysler, formando o conglomerado Daimler Chrysler e passava a disponibilizar uma série de novos modelos, compartilhando tecnologias. Essa união durou até 2007/2008, quando a Mercedes-Benz vendeu a Chrysler para um grupo de investidores estrangeiros chamado Cerberus Capital Management, que controlou a marca por pouco tempo. 

### Fiat Chrysler
A crise financeira internacional de 2008 arruinou os planos das grandes montadoras americanas que começaram a entrar em processos de concordata ou de falência. Após uma série de acordos com o governo dos Estados Unidos e com o sindicato dos trabalhadores da Chrysler, e de planos de socorro que envolviam milhões de dólares do governo norte-americano, aprovou-se a fusão da Fiat Internacional com o grupo Chrysler, formando o Fiat Chrysler Automobiles.

## No Brasil
No Brasil, o Jeep foi lançado 26 de abril de 1952 com a fundação da Willys Overland do Brasil, nacionalizado em 24 de fevereiro de 1954 e foi produzido até o início dos anos 1980, mais precisamente em março de 1983, inicialmente pela Willys Overland do Brasil e depois pela Ford, que adquiriu o controle majoritário das ações da Willys em 09 de outubro de 1967.
No Brasil, a Vemag produziu o Candango, entre 1958 e 1963, uma versão sob licença do DKW Munga. A Vemag tentou lançar esse veículo no Brasil denominando-o como Jipe DKW-Vemag, mas a Willys detinha os direitos sobre a denominação Jeep e daí surgiu o nome Candango, em homenagem aos operários que trabalharam na construção de Brasília.
Em 2015, é lançado no Brasil, o modelo SUV Renegade fabricado na cidade de Goiana no estado de Pernambuco.

## Modelos

### Atuais
- Jeep Grand Cherokee (1993- )
- Jeep Renegade (2015-)
- Jeep Cherokee (KL) (2013- )
- Jeep Compass (2007- )
- Jeep Wrangler (1987- )

### Antigos
- Willys Jeep Station Wagon (1946 - 1977)
- Jeep Liberty (2002 - 2013)
- Jeep Cherokee (XJ) (1984 - 2001)
- Jeep Patriot (2007 - 2016)
- Jeep Wagoneer (1963 - 1991)
- Jeep Comanche (1985 - 1992)